# Чемпіонат Німеччини з футболу 1993—1994: Бундесліга
Сезон Бундесліги 1993–1994 був 31-им сезоном в історії Бундесліги, найвищого дивізіону футбольної першості Німеччини. Він розпочався 6 серпня 1993 і завершився 7 травня 1994 року. Діючим чемпіоном країни був «Вердер», який у цьому сезоні опинився лише на восьмому місці підсумкової турнірної таблиці, поступившись вісьмома очками  мюнхенській «Баварії», яка й стала чемпіоном Німеччини 1993/94.

## Учасники сезону
«Бохум», «Юрдінген 05» і «Саарбрюкен» за результатами попереднього сезону вибули до Другої Бундесліги. На їх місце до вищого дивізіону підвищилися «Фрайбург», «Дуйсбург» і «Лейпциг».
| Клуб                            | Місто              | Стадіон                      | Вміщує |
| ------------------------------- | ------------------ | ---------------------------- | ------ |
| «Баєр 04»                       | Леверкузен         | Ульріх Габерланд Штадіон     | 27,800 |
| «Баварія» (Мюнхен)              | Мюнхен             | Олімпіаштадіон               | 63,000 |
| «Боруссія» (Дортмунд)           | Дортмунд           | Зігналь Ідуна Парк           | 42,800 |
| «Боруссія» (Менхенгладбах)      | Менхенгладбах      | Бекельбергштадіон            | 34,500 |
| «Динамо» (Дрезден)              | Дрезден            | Стадіон ім. Рудольфа Гарбіга | 30,000 |
| «Айнтрахт» (Франкфурт-на-Майні) | Франкфурт-на-Майні | Вальдштадіон                 | 62,000 |
| «Фрайбург»                      | Фрайбург           | Баденова-Штадіон             | 15,000 |
| «Гамбург»                       | Гамбург            | Фолькспаркштадіон            | 62,000 |
| «Кайзерслаутерн»                | Кайзерслаутерн     | Фріц-Вальтер-Штадіон         | 38,500 |
| «Карлсруе»                      | Карлсруе           | Вільдпаркштадіон             | 40,000 |
| «Кельн»                         | Кельн              | Рейн Енергі Штадіон          | 55,000 |
| «Лейпциг»                       | Лейпциг            | Центральштадіон              | 37,000 |
| «Дуйсбург»                      | Дуйсбург           | Ведауштадіон                 | 31,500 |
| «Нюрнберг»                      | Нюрнберг           | Грюндіг-Штадіон              | 55,000 |
| «Шальке 04»                     | Гельзенкірхен      | Паркштадіон                  | 70,000 |
| «Штутгарт»                      | Штутгарт           | Неккарштадіон                | 53,700 |
| «Ваттеншайд 09»                 | Бохум              | Лоргайдештадіон              | 15,000 |
| «Вердер»                        | Бремен             | Везерштадіон                 | 32,000 |

## Турнірна таблиця
| Поз | Команда                         | І  | В  | Н  | П  | ГЗ | ГП | РГ  | О  | Кваліфікація або пониження                    |
| --- | ------------------------------- | -- | -- | -- | -- | -- | -- | --- | -- | --------------------------------------------- |
| 1   | «Баварія» (Мюнхен) (C)          | 34 | 17 | 10 | 7  | 68 | 37 | +31 | 44 | Груповий етап Ліги чемпіонів УЄФА 1994—1995   |
| 2   | «Кайзерслаутерн»                | 34 | 18 | 7  | 9  | 64 | 36 | +28 | 43 | Перший раунд Кубка УЄФА 1994—1995             |
| 3   | «Баєр 04»                       | 34 | 14 | 11 | 9  | 60 | 47 | +13 | 39 | Перший раунд Кубка УЄФА 1994—1995             |
| 4   | «Боруссія» (Дортмунд)           | 34 | 15 | 9  | 10 | 49 | 45 | +4  | 39 | Перший раунд Кубка УЄФА 1994—1995             |
| 5   | «Айнтрахт» (Франкфурт-на-Майні) | 34 | 15 | 8  | 11 | 57 | 41 | +16 | 38 | Перший раунд Кубка УЄФА 1994—1995             |
| 6   | «Карлсруе»                      | 34 | 14 | 10 | 10 | 46 | 43 | +3  | 38 |                                               |
| 7   | «Штутгарт»                      | 34 | 13 | 11 | 10 | 51 | 43 | +8  | 37 |                                               |
| 8   | «Вердер»                        | 34 | 13 | 10 | 11 | 51 | 44 | +7  | 36 | Перший раунд Кубка володарів кубків 1994—1995 |
| 9   | «Дуйсбург»                      | 34 | 14 | 8  | 12 | 41 | 52 | −11 | 36 |                                               |
| 10  | «Боруссія» (Менхенгладбах)      | 34 | 14 | 7  | 13 | 65 | 59 | +6  | 35 |                                               |
| 11  | «Кельн»                         | 34 | 14 | 6  | 14 | 49 | 51 | −2  | 34 |                                               |
| 12  | «Гамбург»                       | 34 | 13 | 8  | 13 | 48 | 52 | −4  | 34 |                                               |
| 13  | «Динамо» (Дрезден)              | 34 | 10 | 14 | 10 | 33 | 44 | −11 | 30 |                                               |
| 14  | «Шальке 04»                     | 34 | 10 | 9  | 15 | 38 | 50 | −12 | 29 |                                               |
| 15  | «Фрайбург»                      | 34 | 10 | 8  | 16 | 54 | 57 | −3  | 28 |                                               |
| 16  | «Нюрнберг» (R)                  | 34 | 10 | 8  | 16 | 41 | 55 | −14 | 28 | Пониження у класі до Другої Бундесліги        |
| 17  | «Ваттеншайд 09» (R)             | 34 | 6  | 11 | 17 | 48 | 70 | −22 | 23 | Пониження у класі до Другої Бундесліги        |
| 18  | «Лейпциг» (R)                   | 34 | 3  | 11 | 20 | 32 | 69 | −37 | 17 | Пониження у класі до Другої Бундесліги        |

1. ↑  «Динамо» (Дрезден) було оштрафоване на чотири очки через фінансові труднощі.

## Результати
| Команда                         | ВЕР | БРД | ДДР | ДУЙ | АЙН | ФРГ | ГАМ | КАЙ | КАР | КЕЛ | ЛЕЙ | Б04 | БРМ | БАВ | НЮР | Ш04 | ШТТ | ВАТ |
| ------------------------------- | --- | --- | --- | --- | --- | --- | --- | --- | --- | --- | --- | --- | --- | --- | --- | --- | --- | --- |
| «Вердер»                        | —   | 4–0 | 0–1 | 1–5 | 1–0 | 3–2 | 0–2 | 2–0 | 0–2 | 3–1 | 3–1 | 2–1 | 4–2 | 1–0 | 2–2 | 0–1 | 5–1 | 0–0 |
| «Боруссія» (Дортмунд)           | 3–2 | —   | 4–0 | 2–1 | 2–0 | 3–2 | 2–1 | 2–1 | 2–1 | 2–1 | 0–1 | 1–0 | 3–0 | 1–1 | 4–1 | 1–1 | 1–2 | 2–0 |
| «Динамо» (Дрезден)              | 1–0 | 3–0 | —   | 0–1 | 0–4 | 1–2 | 1–1 | 3–1 | 1–1 | 1–1 | 1–0 | 1–1 | 2–1 | 1–1 | 1–1 | 1–0 | 1–0 | 1–1 |
| «Дуйсбург»                      | 1–0 | 2–2 | 1–1 | —   | 1–0 | 0–2 | 0–1 | 1–7 | 1–2 | 0–0 | 2–1 | 2–2 | 2–0 | 2–2 | 1–0 | 1–0 | 2–2 | 2–1 |
| «Айнтрахт» (Франкфурт-на-Майні) | 2–2 | 2–0 | 3–2 | 1–2 | —   | 3–0 | 1–1 | 1–0 | 3–1 | 0–3 | 2–1 | 2–0 | 0–3 | 2–2 | 1–1 | 1–3 | 0–0 | 5–1 |
| «Фрайбург»                      | 0–0 | 4–1 | 0–1 | 1–2 | 1–3 | —   | 0–1 | 2–3 | 3–3 | 2–4 | 1–0 | 1–0 | 3–3 | 3–1 | 0–0 | 2–3 | 2–1 | 4–1 |
| «Гамбург»                       | 1–1 | 0–0 | 1–1 | 0–1 | 3–0 | 1–1 | —   | 1–3 | 1–1 | 2–4 | 3–0 | 2–1 | 1–3 | 1–2 | 5–2 | 4–1 | 3–2 | 2–1 |
| «Кайзерслаутерн»                | 2–3 | 2–0 | 0–0 | 2–0 | 1–1 | 1–0 | 3–0 | —   | 0–0 | 3–0 | 1–0 | 3–2 | 4–2 | 4–0 | 3–1 | 0–0 | 5–0 | 4–1 |
| «Карлсруе»                      | 0–3 | 3–3 | 1–0 | 5–0 | 1–0 | 2–1 | 2–0 | 1–1 | —   | 2–0 | 3–2 | 2–0 | 1–0 | 1–1 | 3–2 | 0–0 | 0–0 | 2–0 |
| «Кельн»                         | 2–0 | 2–0 | 0–1 | 1–0 | 2–3 | 2–0 | 3–0 | 0–2 | 2–1 | —   | 3–1 | 1–1 | 0–4 | 0–4 | 0–1 | 1–1 | 3–1 | 3–2 |
| «Лейпциг»                       | 1–1 | 2–3 | 3–3 | 1–1 | 1–0 | 2–2 | 1–4 | 0–0 | 1–0 | 2–3 | —   | 2–3 | 1–1 | 1–3 | 0–2 | 2–2 | 0–0 | 0–0 |
| «Баєр 04»                       | 2–2 | 2–1 | 1–1 | 2–1 | 2–2 | 2–1 | 1–2 | 3–2 | 3–1 | 2–1 | 3–1 | —   | 0–1 | 2–1 | 4–0 | 5–1 | 1–1 | 1–1 |
| «Боруссія» (Менхенгладбах)      | 3–2 | 0–0 | 2–1 | 4–1 | 0–4 | 1–1 | 2–2 | 3–1 | 1–2 | 4–1 | 6–1 | 2–2 | —   | 2–0 | 2–0 | 3–2 | 0–2 | 3–3 |
| «Баварія» (Мюнхен)              | 2–0 | 0–0 | 5–0 | 4–0 | 2–1 | 3–1 | 4–0 | 4–0 | 1–0 | 1–0 | 3–0 | 1–1 | 3–1 | —   | 5–0 | 2–0 | 1–3 | 3–3 |
| «Нюрнберг»                      | 0–1 | 0–0 | 3–0 | 0–0 | 1–5 | 2–2 | 0–1 | 0–2 | 1–1 | 1–0 | 5–0 | 2–3 | 2–4 | 2–0 | —   | 1–0 | 1–0 | 4–1 |
| «Шальке 04»                     | 1–1 | 1–0 | 0–0 | 1–3 | 1–3 | 1–3 | 1–0 | 2–0 | 2–0 | 1–2 | 3–1 | 1–1 | 2–1 | 1–1 | 1–2 | —   | 0–1 | 4–1 |
| «Штутгарт»                      | 0–0 | 2–2 | 3–0 | 4–0 | 0–2 | 0–4 | 4–0 | 1–1 | 3–0 | 1–1 | 0–0 | 1–4 | 3–0 | 2–2 | 1–0 | 3–0 | —   | 3–0 |
| «Ваттеншайд 09»                 | 2–2 | 1–2 | 1–1 | 0–2 | 0–0 | 3–1 | 3–1 | 0–2 | 5–1 | 2–2 | 2–2 | 1–2 | 3–1 | 1–3 | 2–1 | 3–0 | 2–4 | —   |

1. ↑  Гра «Баварії» проти «Нюрнберга» 23 квітня 1994 року завершилася перемогою  2–1, однак цей результат був анульований через гол-привід (ситуація, коли взяття воріт було зафіксоване в неоднозначній ситуації), забитий мюнхенцем Томасом Гельмером. Перегравання відбулося 3 травня 1994 року і перевага «Баварії» була цього разу безумовною (5–0).

## Найкращі бомбардири
18 голів
- Штефан Кунц («Кайзерслаутерн»)
- Тоні Єбоа («Айнтрахт» (Франкфурт-на-Майні))

17 голів
- Стефан Шапюїза («Боруссія» (Дортмунд))
- Пауло Сержіо («Баєр 04»)
- Тоні Польстер («Кельн»)

14 голів
- Томас фон Гезен («Гамбург»)

13 голів
- Карстен Берон («Гамбург»)
- Ульф Кірстен («Баєр 04»)
- Петер Кецле («Дуйсбург»)
- Марек Лесняк («Ваттеншайд 09»)
- Сулейман Сане («Ваттеншайд 09»)
- Фріц Вальтер («Штутгарт»)
- Серхіо Сарате («Нюрнберг»)

## Склад чемпіонів
| «Баварія» (Мюнхен) |
| --- |
| Воротарі: Раймонд Ауманн (32); Уве Господарек (2). Захисники: Олівер Кройцер (31); Томас Гельмер (28 / 2); Жоржиньйо (24 / 2); Олаф Тон (15 / 1); Дітер Фрай (12 / 1); Мюнх (10). Півзахисники: Лотар Маттеус (к; 33 / 8); Крістіан Нерлінгер (32 / 9); Маркус Шупп (32 / 4); Крістіан Циге (29 / 3); Мехмет Шолль (27 / 11); Мікаель Штернкопф (21 / 2); Ян Ваутерс (16 / 1); Дітмар Гаманн (5 / 1). Нападники: Марцель Вітечек (27 / 3); Адольфо Валенсія (25 / 11); Бруно Лаббадіа (20 / 7); Александер Ціклер (8 / 1); Гаральд Черни (3); Мазіньйо (1). (кількість ігор і голів наведені у дужках) Головні тренери: Еріх Ріббек (до 27 грудня 1993); Франц Бекенбауер (з 7 січня 1994). Був у заявці, але не взяв участі у жодній грі чемпіонату: Свен Шоєр; Роланд Грагаммер; Вольфганг Герстмаєр; Олександр Каратаєв ; Олівер Штегмаєр. Залишили команду по ходу сезону: Ян Ваутерс (до ПСВ); Гаральд Черни (до Адміри Ваккер); Мазіньйо (в оренду до Інтернасьйонала). |